# Јерма
Јерма (буг. Ерма) река је у Србији и Бугарској, лева притока реке Нишаве, која припада Црноморском сливу. Има дужину од  72,1 km, од тога 45,1 km протиче кроз Србију, а значајнија притока у Србији јој је Звоначка река.
Јерма настаје на Власинској висоравни од Вучје реке и Грубине реке у селу Клисура, 17км источно од Власинског језера у Општини Сурдулица (Србија), из Србије у селу Стрезимировци на граничном прелазу прелази у Бугарску, протиче једним делом кроз Бугарску, код села Петачинци поново улази у Србију (Општина Димитровград), пролази поред Манастира Свети Јован Богослов код Поганово и улива се у Нишаву (Општина Пирот), код села Сукова, недалеко од Пирота.
Пробијајући се између Гребен (планину) (1.337 м) и Влашку планину (1.442 м) Јерма гради два велика кланца које мештани називају Одоровско и Влашко ждрело, са странама високим 300 − 400 м и ширином 10-30 м. Кланци су све до 1927. били потпуно непролазни. Тада је за потребе рудника каменог угља "Ракита" кроз клисуру пробијена траса железнице уског колосека. Рудник је затворен шездесетих година XX века, а седамдесетих је уместо пруге изграђен асфалтни пут. Изградња пута је омогућила приступ дивљим лепотама реке Јерме као и Погановском манастиру, смештеног поред саме реке.

## Географске одлике
Јерма је највећа и водом најбогатија лева притока Нишаве. Улива се у њу на 125-ом речном километру. Дужина Јерме од Клисуре до ушћа у Нишаву износи 63,5 km, а са Вучјом реком као изворишном краком 72,1 km. Кроз Србију Јерма протиче на дужини од 45,1 km, кроз Бугарску 27 km, док је на дужини од 0,3 km Јерма гранична река две државе.
Густина речне мреже на територији слива Јерме је са 1,71 km/km² изнад просека за Нишаву, али су разлике велике у појединим деловима слива, пре свега у зависности од геолошке грађе терена.
Низводно од државне границе са Бугарском Јерма протиче кроз Србију још 28 km и улива се у Нишаву на 411 m надморске висине.

### Извор
Јерма настаје источно од Власинског језера, где се код села Клисура сустичу токови Вучје и Грубине реке. Вучја река је дужа и водом богатија саставница. Извире на надморској висини од 1.418 m.

### Геоморфологија
Низводно од Клисуре долина Јерме проширује се формирајући Суводолско поље у коме са десне стране Јерма прима Кострешевску реку. Планину Грамаду одводњавају Драјинска и Црвенска река које су најзначајније леве притоке Јерме на овом сектору. Од Клисуре до Бугарске границе Јерма је дуга 7,55 km, а њена укупна дужина кроз Србију у овом делу тока је 16,6 km. У горњем току, до границе са Бугарском пад реке је велики — 37,59 m/km, а развође је изразито и јасно одређено.
Код Стрезимироваца долина Јерме се шири у Знепољску котлину. Котлина је најшира између села Слишовци и Рејановци — око 3,4 km, док се код села Главановци сужава на само 500 m. У Знепољу Јерма прима са леве стране Јарловачку реку која је преграђена земљаном браном чиме је образовано Јарловачко језеро. Нешто низводније улива се Лишковица која је после Јабланице њена најважнија притока, а само стотинак метара даље и Глоговштица. Леве притоке Јерме у Знепољској котлини одводњавају Руј планину, бројне су али углавном кратке и малих сливова. Највећа је Зелениградска река. Код села Илијски Ханове завршава се Знепољска котлина, долина Јерме нагло се сужава и са леве стране прима Кусу реку која одводњава источне падине Руја.
Јерма је низводно од Знепоља усекла у кречњацима импозантну клисуру — Трнско ждрело, широко десетак метара кроз које вода протиче великом брзином због пада од око 60‰. Код села Петачинци Јерма улази на територију Србије, а са десне стране прима по дужини тока и површини слива највећу притоку — Јабланицу. Од
Петачинаца до Влашке клисуре долина се незнатно проширује, река јако меандрира формирајући стрме одсеке на конкавним обалама, док се на конвексним обалама акумулира речни материјал. Кратке притоке формирају плавине на ушћима у Јерму.
Највећу плавину формирала је Звоначка река, најважнија лева притока Јерме. Са леве стране Јерма прима и Кусовранску реку, док су десне притоке малобројне и кратке због планине Гребен која се стрмо издиже на североистоку. Низводно од ушћа Кусовранске реке почиње клисура Јерме, а завршава се, код села Власи. У самој клисури у Јерму се улива Погановска река. У средњем току слив Јерме је јако асиметричан. Најпре у Знепољској котлини и до границе са Србијом водношћу и површином слива доминирају десне притоке (Лишковица, Глоговштица и Јабланица), а од границе леве притоке (Звоначка и Кусовранска река).
У доњем току Јерма меандрира формирајући одсеке на конкавним обалама и образује бројна речна острва. Јерма је у овом делу просечно широка десетак метара, плитка током ниских водостаја често образујући брзаке преко крупних облица које указују на велику снагу речног тока. Просечан пад речног корита у овом делу тока мали и износи 5,02‰.
Притоке Јерме
- Кострешевска река се улива у Јерму код села Беглика. Дугачка је 11,5 km. Десне притоке су јој дугачке 22,5 km, а леве 17 km. Воде има током целе године, али лети веома мало.
- Лишковица (са Чачковица) је дугачка 14 km. Налази се на територији Бугарске. Извире између села Бохова и Стајчовца. Улива се у Јерму код Илијских ханова на 700 m надморска висине. Укупна дужина водотока у сливу Лишковице је 23,2 km.
- Глоговштица извире испод врха Голема китка (1,112 m). Тече правцем југ - север - запад и код Илирских ханова улива се у Јерму, градећи са Лишковицом заједничко ушће. Укупна дужина водених токова у сливу Глоговштице је 20,2 km. Од тога на главну реку отпада 8 km. Воде има током целе године. Слив је го или под пашњацима. Од Стоиљкове махале низводно долина је широко отворена ка Знепољу.
- Јабланица је највећа и водом најбогатија притока Јерме. Извире испод врха Љубиш (1.399 m), а дугачка је 14,8 km. Укупна дужина токова у сливу обе реке је 101,6 km. У горњем и средњем току долина Јабланице је широка и благих, углавном голих, страна, а у доњем клисураста. Најдужа и водом најбогатија притока Јабланице је Првна (10 km). Јабланица се улива у Јерму на месту где она из Бугарске улази у нашу земљу.
- Погановска река настаје од више потока који се састају код села Поганова. То је највећа десна притока Јерме на нашој територији. Дугачка је 10 km, а дужина свих токова у њеном сливу је 39 km. Воде има током целе године, мада за време лета веома мало. Изворишна челенка Погановске реке има облик широке лепезе. Највећи део слива је под листопадном шумом. Долина јој је уска, а укупан пад корита износи 415 m. Због добре пошумљености ерозија није развијена.
- Звоначка река постаје од Нашүшковске и Ракитске реке које се састају код села Звонци, на 641 m надморске висине. у Јерму се улива недалеко од манастира Св. Јован, у селу Трнски Одоровци, на 549 m надморске висине. Ерозија у сливу Звоначке реке је доста изразита, иако је око 65% слива под ситном храстовом и грабовом шумом. Звоначка река и њене притоке граде на ушћима простране плавине од крутног камена и шљүнка. По овоме је нарочито карактеристична Ракитска река.
- Кусовранска река је дугачка 11 km. Постаје од воде више потока који се састају у подножју врха Тумба (1.173 m) и воде јаког извора Врба, који се јавља под врхом Рњош (1.274 m). Укупна дужина водених токова у сливу Кусовранске реке је 30,5 km. Притоке су кратке и великог пада. Воде има током целе године. После киша и топљења снега брзо надође и тада има велику транспортну снагу.
- Леве притоке Јерме су Стрежина река (5 km), Драгињска река (5 km), Грознатовска река (5 km), Туроковска река (4 km), Куса река (4 km) и Суковски поток (4,5 km).

Укупна дужина токова леве стране слива Јерме је 333,5 km.

## Клисуре (кањони) Јерме
Јерма гради две огромне клисуре (кањона) које локални становници називају Одоровска и Влашка клисура, са страницама висине 300—400 метара и ширине 10—30 метара. Клисуре су биле потпуно непроходне до 1927. године. Затим је за потребе рудника угља Ракита кроз клисуру пресечена уска железничка пруга. Рудник је затворен 1960-их, а 1970-их је уместо железнице направљен асфалтни пут.
Река Јерма и њене клисура настале су за време терцијара након регресије сенонског мора (пре око 65 милиона година) и сложених дуготрајних промена иницијалног палерељефа. Формирање данашњег изгледа одвијало се у постјезерској плиоценско-плеистоценској фази као резултат комбинованог дејства тектонских активности, водене ерозије, денудације и крашких процеса.

## Слив
Јерма прима на целом свом току 61 сталну и 32 периодичне притоке. Лева страна слива је ужа, али са те стране Јерма прима већи број притока у односу на десну страну слива која је шира, а притоке значајније. Најважније реке у сливу Јерме су:
- Вучја река
- Грубина река,
- Лишковица,
- Јабланица,
- Звоначка река,
- Кусовранска река и
- Погановска река.

### Вегетација
Дно речне долине је уско, стране су стрме и покривене густом шумом.

## Галерија
- Корито Јерме на улазу у Одоровско ждрело.
- Погановско ждрело, река Јерма
- Корито Јерме у Одоровском ждрелу.

## Фауна
- Onychogomphus forcipatus
- Onychogomphus forcipatus
- Orthetrum coerulescens
- Orthetrum
- Phylloscopus trochilus
- Брезов звиждак - Phylloscopus trochilus
- Pieris rapae i Melitaea arduina
- Сврака
- Poecile lugubris
- Риђи мишар
- Осичар
- Дивље свиње
- Змија
- Даждевњак